# Moriviller
Ne doit pas être confondu avec Moriville.
Moriviller est une commune française située dans le département de Meurthe-et-Moselle, en région Grand Est.

## Géographie
| Landécourt | Franconville | Haudonville |
|            | Moriviller   | Gerbéviller |
| Clayeures  | Rozelieures  | Remenoville |

### Hydrographie
La commune est dans le bassin versant du Rhin au sein du bassin Rhin-Meuse. Elle est drainée par le ruisseau de Censal et le ruisseau le Grand Rupt,.

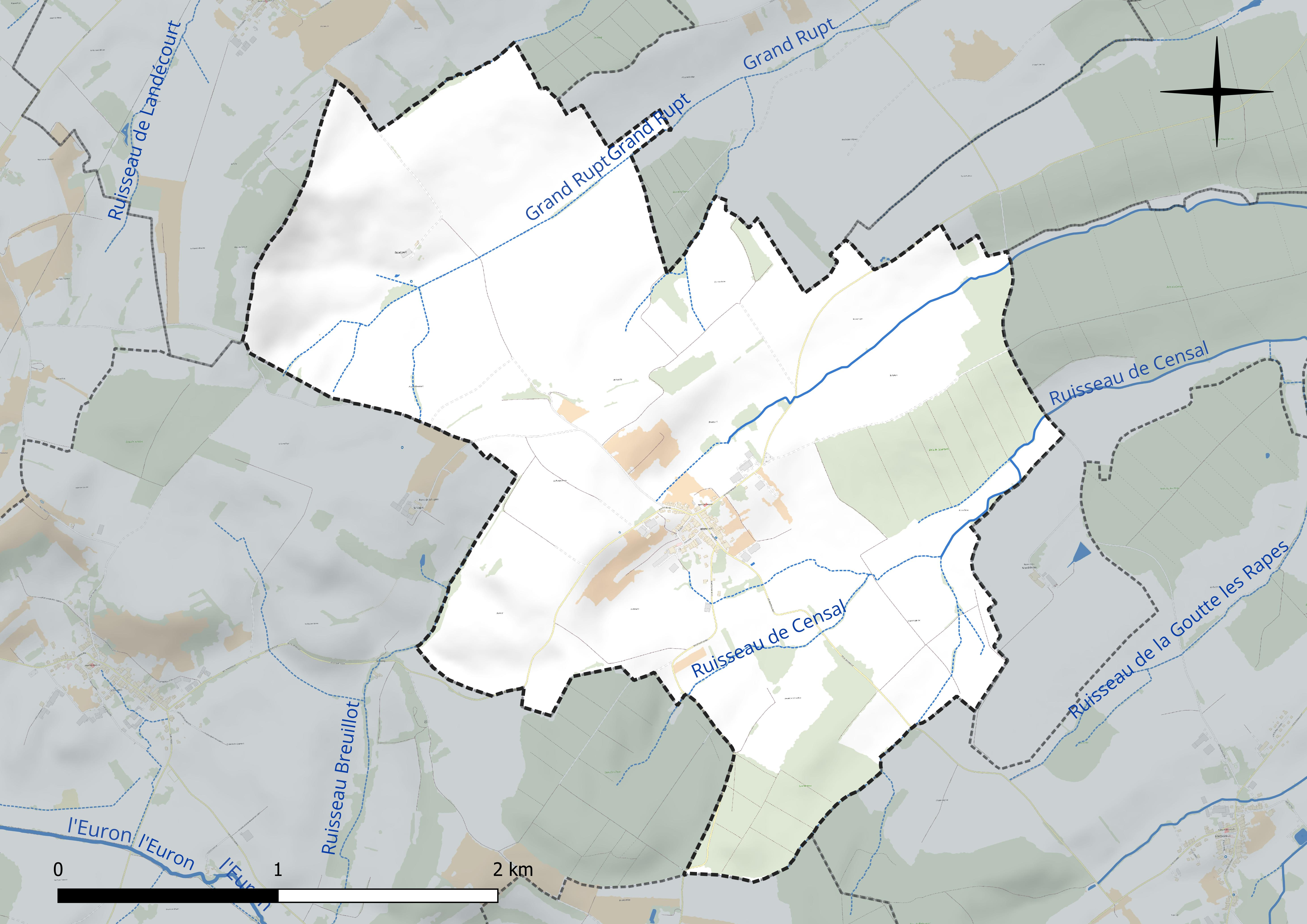
Réseau hydrographique de Moriviller.

### Climat
Pour des articles plus généraux, voir Climat du Grand Est et Climat de Meurthe-et-Moselle.
En 2010, le climat de la commune est de type climat des marges montargnardes, selon une étude du Centre national de la recherche scientifique s'appuyant sur une série de données couvrant la période 1971-2000. En 2020, Météo-France publie une typologie des climats de la France métropolitaine dans laquelle la commune est exposée à un climat semi-continental et est dans la région climatique  Lorraine, plateau de Langres, Morvan, caractérisée par un hiver rude (1,5 °C), des vents modérés et des brouillards fréquents en automne et hiver. 
Pour la période 1971-2000, la température annuelle moyenne est de 9,6 °C, avec une amplitude thermique annuelle de 17,1 °C. Le cumul annuel moyen de précipitations est de 855 mm, avec 12,4 jours de précipitations en janvier et 10 jours en juillet. Pour la période 1991-2020, la température moyenne annuelle observée sur la station météorologique de Météo-France la plus proche, « Roville », sur la commune de Roville-aux-Chênes à 16 km à vol d'oiseau, est de 10,3 °C et le cumul annuel moyen de précipitations est de 833,3 mm. 
La température maximale relevée sur cette station est de 40 °C, atteinte le 25 juillet 2019 ; la température minimale est de −24,5 °C, atteinte le 2 janvier 1971,,. 
Les paramètres climatiques de la commune ont été estimés pour le milieu du siècle (2041-2070) selon différents scénarios d'émission de gaz à effet de serre à partir des nouvelles projections climatiques de référence DRIAS-2020. Ils sont consultables sur un site dédié publié par Météo-France en novembre 2022.

## Urbanisme

### Typologie
Au 1er janvier 2024, Moriviller est catégorisée commune rurale à habitat dispersé, selon la nouvelle grille communale de densité à sept niveaux définie par l'Insee en 2022.
Elle est située hors unité urbaine. Par ailleurs la commune fait partie de l'aire d'attraction de Nancy, dont elle est une commune de la couronne,. Cette aire, qui regroupe 353 communes, est catégorisée dans les aires de 200 000 à moins de 700 000 habitants,.

### Occupation des sols
L'occupation des sols de la commune, telle qu'elle ressort de la base de données européenne d’occupation biophysique des sols Corine Land Cover (CLC), est marquée par l'importance des territoires agricoles (87,8 % en 2018), une proportion identique à celle de 1990 (87,8 %). La répartition détaillée en 2018 est la suivante : terres arables (64,1 %), prairies (22,4 %), forêts (12,2 %), zones agricoles hétérogènes (1,3 %). L'évolution de l’occupation des sols de la commune et de ses infrastructures peut être observée sur les différentes représentations cartographiques du territoire : la carte de Cassini (XVIIIe siècle), la carte d'état-major (1820-1866) et les cartes ou photos aériennes de l'IGN pour la période actuelle (1950 à aujourd'hui).

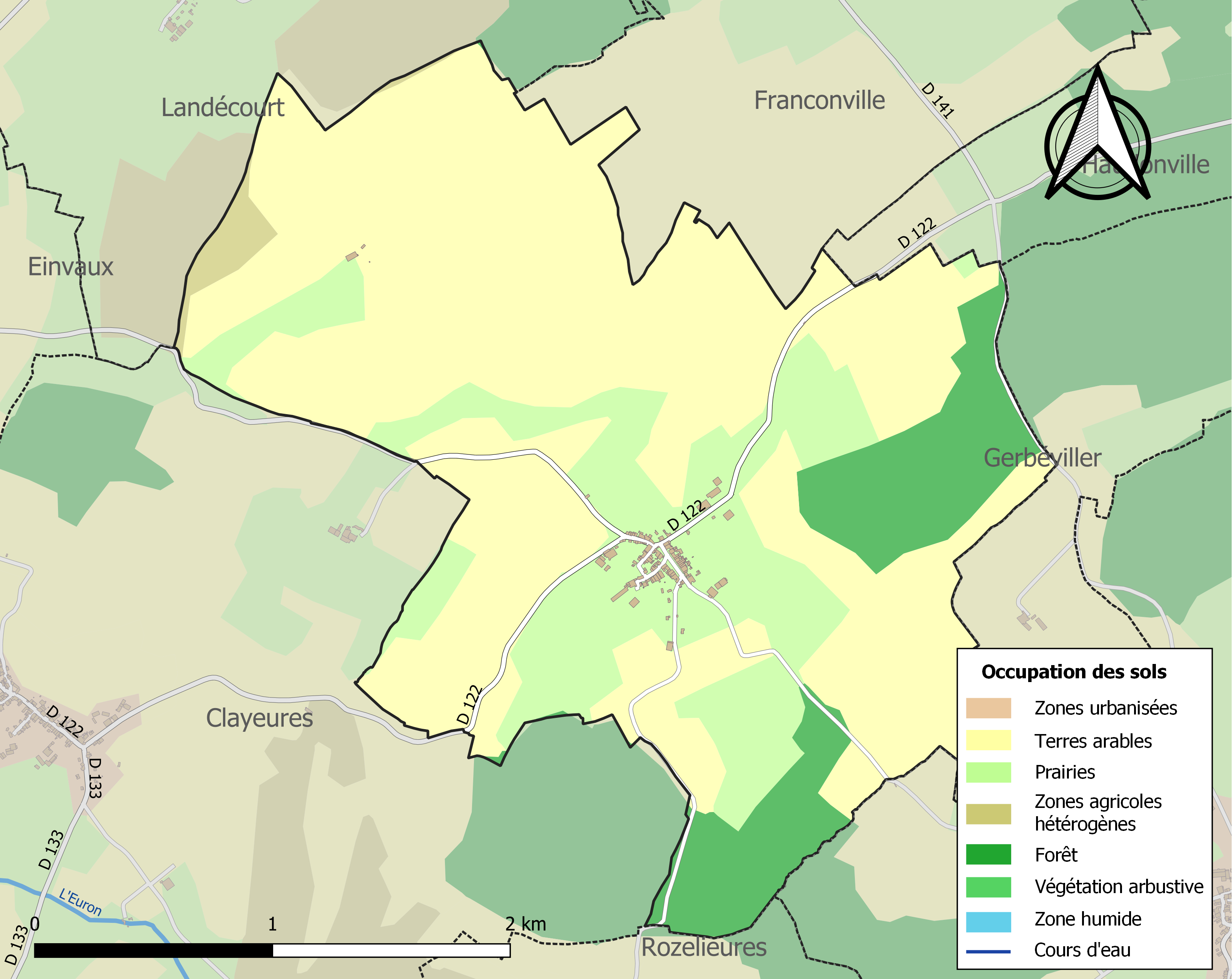
Carte des infrastructures et de l'occupation des sols de la commune en 2018 (CLC).

## Toponymie
Évolution du toponyme : Morini Villa en 1027, Murivillaris en 1164, Mouriviller en 1377.

## Histoire
- Période pré-romaine : une chaussée dite « chemin des Fées » est mentionnée à l'est du territoire, en direction de Franconville[15].
- Présence gallo-romaine.
- Personnes brûlées pour sorcellerie : Label Barbier, veuve de Mangin Parmentier, brûlée à Saint-Dié en 1572[16]. On peut se  demander s'il s'agit bien de Moriviller ou de Saint-Boingt ? Martinatte, veuve de Demenge Parmentier en 1613 ; Marguerite, femme de Didier Perifer en 1628 ; Claude Calignel en 1629 ; Anne, femme de Nicolas Guery en 1629[17].
- En 1710, la cure de Moriviller est annexe de celle de Franconville[17].
- 1802, la cure est érigée en paroisse, Franconville devient son annexe[17].
- La cense de Relaicourt[18] dépendant de Moriviller compte 26 habitant en 1822[19]. Elle est déjà mentionnée en 1149 comme alleu donné à l'abbaye de Beaupré. Une bulle du pape Alexandre III accepte ce don en 1163. En 1888, elle appartient à un dénommé Buquet, ancien député et ancien maire de Nancy qui l'afferme pour 7000 francs. Elle a alors une superficie de 229 hectares[20].
- Le territoire compte 36 ha de vignes en 1877 et 40 ha en 1888[20].
- août 1914 : le village a été occupé pendant 24 heures pendant lesquelles il est pillé par l'armée allemande. Au moins un crime y est commis, faisant partie des crimes, pillages et assassinats de Moriviller, Franconville et Lamath mentionnés dans la Liste des personnes désignées par les Puissances alliées pour être livrées par l'Allemagne. Les bombardements ont fait une victime civile. Trois maisons ont été incendiées ou détruites et quatorze immeubles ont été endommagés[21].

## Politique et administration
| Période                                  | Période                   | Identité                                        | Étiquette | Qualité                              |
| ---------------------------------------- | ------------------------- | ----------------------------------------------- | --------- | ------------------------------------ |
| Les données manquantes sont à compléter. |                           |                                                 |           |                                      |
| mars 2001                                | mars 2008                 | André Ferry                                     |           |                                      |
| mars 2008                                | En cours (au 27 mai 2020) | Gérard Geoffroy, Réélu pour le mandat 2020-2026 |           | Agriculteur sur moyenne exploitation |

## Population et société

### Démographie
L'évolution du nombre d'habitants est connue à travers les recensements de la population effectués dans la commune depuis 1793. Pour les communes de moins de 10 000 habitants, une enquête de recensement portant sur toute la population est réalisée tous les cinq ans, les populations de référence des années intermédiaires étant quant à elles estimées par interpolation ou extrapolation. Pour la commune, le premier recensement exhaustif entrant dans le cadre du nouveau dispositif a été réalisé en 2006.

En 2022, la commune comptait 93 habitants, en évolution de −1,06 % par rapport à 2016 (Meurthe-et-Moselle : −0,13 %, France hors Mayotte : +2,11 %).
| 1793 | 1800 | 1806 | 1821 | 1831 | 1836 | 1841 | 1846 | 1851 |
| ---- | ---- | ---- | ---- | ---- | ---- | ---- | ---- | ---- |
| 310  | 289  | 327  | 343  | 357  | 360  | 342  | 334  | 331  |

| 1856 | 1861 | 1872 | 1876 | 1881 | 1886 | 1891 | 1896 | 1901 |
| ---- | ---- | ---- | ---- | ---- | ---- | ---- | ---- | ---- |
| 333  | 325  | 300  | 288  | 272  | 275  | 261  | 274  | 246  |

| 1906 | 1911 | 1921 | 1926 | 1931 | 1936 | 1946 | 1954 | 1962 |
| ---- | ---- | ---- | ---- | ---- | ---- | ---- | ---- | ---- |
| 260  | 232  | 223  | 231  | 222  | 189  | 162  | 145  | 136  |

| 1968 | 1975 | 1982 | 1990 | 1999 | 2006 | 2011 | 2016 | 2021 |
| ---- | ---- | ---- | ---- | ---- | ---- | ---- | ---- | ---- |
| 124  | 104  | 107  | 96   | 81   | 94   | 106  | 94   | 93   |

| 2022 | - | - | - | - | - | - | - | - |
| ---- | - | - | - | - | - | - | - | - |
| 93   | - | - | - | - | - | - | - | - |

## Culture locale et patrimoine

### Lieux et monuments

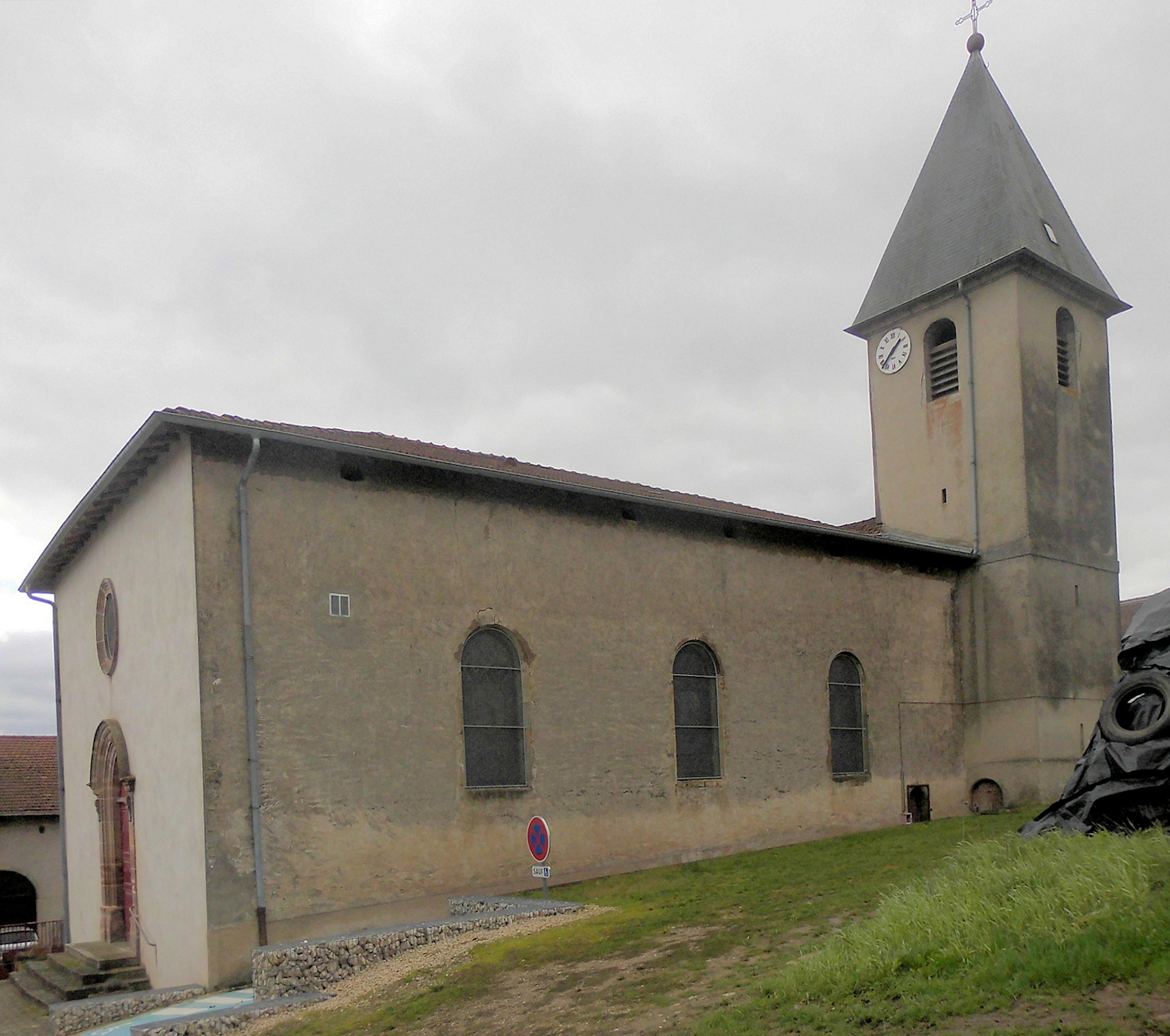
L'église de l'Assomption.

- Vestiges de deux maisons seigneuriales.
- Église construite en 1842 à l'emplacement de l'ancienne déjà mentionnée en 1164. L'église actuelle est dédiée à la Vierge. Les cloches datent de 1873. Elles ont été fondues par Perrin-Martin, fondeur à Robécourt[20].

### Héraldique
| Blason de Moriviller | Blason  | D’argent à la bande d’azur chargée de trois roses d’argent, accostée de deux croix de Malte de gueules, à la crosse du même brochant sur le tout. |
| Blason de Moriviller | Détails | Moriviller dépendait des chanoines de Saint-Dié, le chapitre et la collégiale portait "d'or, à la bande d'azur chargée de trois roses d'argent". La commune dépendait aussi de Saint-Jean-du-Vieil-Aître de Nancy qui était du domaine des chevaliers de l'Ordre des Hospitaliers de Saint-Jean de Jérusalem, autrement appelé l'ordre de Malte; ces chevaliers se différenciaient des Templiers en portant un habit noir avec une croix pattée, puis à huit pointes, blanche. Enfin, les Dames de l'abbaye de Bouxières avaient aussi des biens dans la commune, ce que représente la crosse abbatiale. Le statut officiel du blason reste à déterminer. |